# Левадівка
Лева́дівка (до 12 лютого 1965 року — Третя Миколаївка) — село Андрієво-Іванівської сільської громади у Березівському районі Одеської області, Україна. Населення становить 824 осіб.

## Історія
Під час організованого радянською владою Голодомору 1932—1933 років померло щонайменше 9 жителів села.
Колишній орган місцевого самоуправління — Левадівська сільська рада.

## Населення
Згідно з переписом УРСР 1989 року чисельність наявного населення села становила 927 осіб, з яких 409 чоловіків та 518 жінок.
За переписом населення України 2001 року в селі мешкало 818 осіб.

### Мова
Розподіл населення за рідною мовою за даними перепису 2001 року:
| Мова       | Відсоток |
| ---------- | -------- |
| українська | 95,63 %  |
| російська  | 2,31 %   |
| румунська  | 1,09 %   |
| болгарська | 0,49 %   |
| циганська  | 0,24 %   |
| вірменська | 0,12 %   |

## Відомі мешканці
В селі проживав український письменник-сатирик Степан Олійник. У 2002 році йому встановлене погруддя (скульптор Олексій Копйов).

### Народились
- Вилкун Микола Митрофанович (нар. 1938) — художник театру.
- Хижняк Любов Павлівна (* 1943) — пресувальниця Одеського цукрорафінадного заводу. Депутат Верховної Ради УРСР 8—11-го скликань.